# 萬戈洛杜古省
9°58′N 5°9′W / 9.967°N 5.150°W

萬戈洛杜古省（Ouangolodougou Department），是科特迪瓦的省份，位於該國北部薩瓦內區，由特紹洛戈大區負責管轄，南面是費爾凱塞杜古省，成立於2008年，2014年人口236,766。